# Unterzetzscha
Unterzetzscha ist eine Ortslage des Ortsteiles Zetzscha der ostthüringischen Skat- und Residenzstadt Altenburg.

## Lage
Südlich des Kammerforst und der Landesstraße 1355 sowie nördlich der Bundesstraße 180 liegen Unter- und Oberzetzscha sowie die anderen beiden zum ländlichen Stadtteil gehörenden Orte Rautenberg und Knau, die mit Zetzscha 1994 in die Stadt Altenburg eingegliedert worden sind. Das Gebiet befindet sich im Altenburger-Zeitzer-Lösshügelland im Anschluss an die Leipziger Tieflandbucht. Direkt östlich der Ortslage verläuft die Bahnstrecke Leipzig–Hof.

## Geschichte
Am 10. November 1290 wurde das Dorf Unterzetzscha erstmals urkundlich erwähnt. Der Ort gehörte zum wettinischen Amt Altenburg, welches ab dem 16. Jahrhundert aufgrund mehrerer Teilungen im Lauf seines Bestehens unter der Hoheit folgender Ernestinischer Herzogtümer stand: Herzogtum Sachsen (1554 bis 1572), Herzogtum Sachsen-Weimar (1572 bis 1603), Herzogtum Sachsen-Altenburg (1603 bis 1672), Herzogtum Sachsen-Gotha-Altenburg (1672 bis 1826). Bei der Neuordnung der Ernestinischen Herzogtümer im Jahr 1826 kam der Ort wiederum zum Herzogtum Sachsen-Altenburg. Nach der Verwaltungsreform im Herzogtum gehörte er bezüglich der Verwaltung zum Ostkreis (bis 1900) bzw. zum Landratsamt Altenburg (ab 1900). Das Dorf gehörte ab 1918 zum Freistaat Sachsen-Altenburg, der 1920 im Land Thüringen aufging. 1922 kam es zum Landkreis Altenburg.
Am 1. April 1935 wurde Unterzetzscha nach Knau eingemeindet, welches wiederum am 1. Juli 1950 mit Oberzetzscha und Rautenberg zur Gemeinde Zetzscha vereinigt wurde. Bei der zweiten Kreisreform in der DDR wurden 1952 die bestehenden Länder aufgelöst und die Landkreise neu zugeschnitten. Somit kam Unterzetzscha als Ortsteil von Zetzscha mit dem Kreis Altenburg an den Bezirk Leipzig; jener gehörte seit 1990 als Landkreis Altenburg zu Thüringen und ging 1994 im Landkreis Altenburger Land auf. Am 11. Februar 1994 fand die Eingemeindung von Zetzscha mit seinen Ortsteilen nach Altenburg statt. Seitdem bildet Unterzetzscha einen von vier Orten des Altenburger Ortsteils Zetzscha. Im landwirtschaftlich geprägten Dorf lebten 2008 100 Einwohner.